# Модель Таффлера

## Суть методу
Модель Таффлера запропонував британський вчений Таффлер у 1977р. Ця прогнозна модель є чотирьох факторною; у ній при використанні комп’ютерної техніки на першій стадії обчислюються 80 відношень за даними збанкрутілих і платоспроможних компаній. Потім, використовуючи статистичний метод, відомий як аналіз багатомірного дискримінанта, можна побудувати модель платоспроможності, визначаючи частки співвідношення, що найкраще виділяють дві групи компанії та їхні коефіцієнти. Такий вибірковий підрахунок співвідношень типовий для визначення деяких ключових вимірів діяльності корпорації – прибутковості, відповідності обігового капіталу, фінансового ризику та ліквідності. Поєднуючи ці показники і зводячи їх відповідним чином, модель платоспроможності дає точну картину фінансового стану корпорації.
В корені підходу Таффлера лежить "Z-рахунок", форма редитного аналізу, розробленого в США у 1960-х. У загальному вигляді Таффлер ділить компанії на дві групи - ті, що зазнали невдачі й ті, що є успішними.  А потім шукає фінансові особливості, які найбільш ясно диференціюються між двома. Так, чим більше компанія нагадує першу групу, тим більше її ризик невдачі.

## Математичнаінтерпретаціямоделі
Типова модель для аналізу компаній має такий вигляд:
Z=0,53X1+0,13X2+0,18X3+0,16X4,
де X1 – прибуток до виплат/поточні зобов’язання
X2 – поточні активи/зобов’язання
X3 – поточні зобов’язання/загальна вартість активів
X4 – інтервал кредитування
X1=ОП/ПЗср
ОП – операційний прибуток(збиток)
ПЗсер – середня величина поточних зобов’язань
X2=ОКср/ПЗср
ОКср – середня величина оборотного капіталу
X3=ПЗср/ВБср
ВБср – середня величина валюти балансу
X4=ЧД(В)Р/ВБср
ЧД(В)Р – чистий дохід(виручка) від реалізації
Якщо Z>0,3, то у фірми хороші довгострокові перспективи, а якщо Z менше ніж 0,2, то банкрутство більш ніж імовірне.

## Оцінка моделі
Модель Таффлера широко використовують в міжнародній практиці, це обумовлено такими перевагами:
1. Аналітична інформація для розрахунку показників є доступною, тому що відображена в формах фінансової звітності.
2. Є можливість прогнозування банкрутства, визначення зони ризику, в якій перебуває підприємство.
3. Ці моделі мають невелику кількість показників, що забезпечують високу точність результатів, за незначних трудовитрат.
Але модель показує реальні результати в умовах, для яких вони були розроблені. Для того, щоб використовувати такі моделі в нашій країні, потрібно, щоб відповідав бухгалтерський облік,фінансова звітність і показники міжнародній практиці та за умови стабільної діяльності вітчизняних підприємств.
Переваги: простота розрахунку
Недоліки: її можна застосовувати лише відносно підприємств, що котирують свої акції на фондових біржах (тому в Україні ця модель майже не використовується).
Слід зазначити, що використання таких моделей вимагає великих пересторог.  Тестування інших підприємств за даними моделями показало, що вони не повною мірою підходять для оцінки ризику банкрутства вітчизняних підприємств через різні методики відображення інфляційних факторів і різної структури капіталу і відмінностей в законодавчій базі.
Так, будь-яка модель даватиме надійні результати лише за конкретних умов функціонування об’єктів, котрі досліджуються, що не характерно для вітчизняних підприємств і не може вплинути як на коефіцієнти моделі, так і на її критичні значення, які застосовують для оцінювання фінансового стану підприємства і прогнозування можливості його банкрутства.
Так, потрібно розробити модель, в якій оцінка фінансового стану українських підприємств базувалася б на вітчизняних стандартах обліку і звітності, яка б використовувала статистичну, інформаційну базу вітчизняних підприємств з урахуванням специфіки галузі, що дало б змогу
враховувати особливості їх діяльності.